# Wyck
Wyck (uitspraak: Wiek; Maastrichts: Wiek) is een buurt in het centrum van de Nederlandse stad Maastricht. Het is een van de 44 officiële buurten van de gemeente Maastricht en een van de zeven centrumbuurten, met als buurtnummer 06. Het op de oostelijke Maasoever gelegen Wyck heeft een lange geschiedenis en bestaat uit een middeleeuws, een laatnegentiende-eeuws en een laattwintigste-eeuws deel.

## Ligging

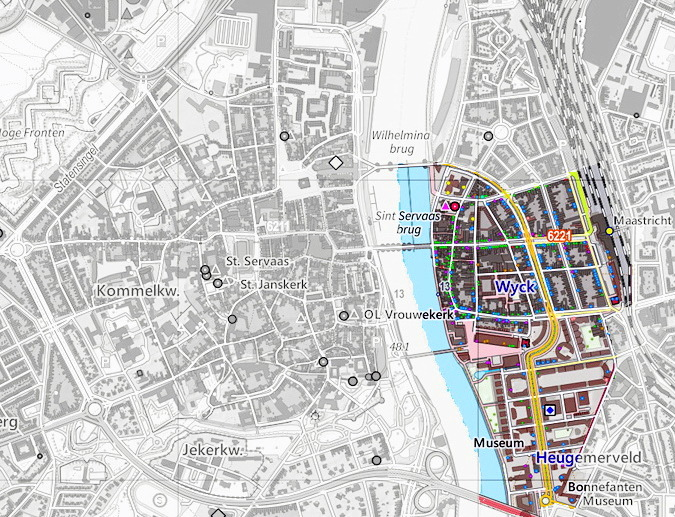
Ligging van Wyck-Céramique binnen het centrum van Maastricht

Wyck vormt samen met Sint Maartenspoort het op de rechter Maasoever gelegen kleinere deel van Maastricht-Centrum, vanouds verbonden met het grotere stadsdeel op de linkeroever door een brug, de Sint Servaasbrug. Het ligt ingeklemd tussen de Maas in het westen en het spoorwegemplacement in het oosten. Aan de noordkant ligt Sint Maartenspoort, in het oosten Wyckerpoort en Heugemerveld en aan de zuidkant Randwyck. De westelijke grens ligt precies in het midden van de rivier de Maas. De andere buurtgrenzen worden gevormd door, met de klok mee: Wilhelminabrug, Wilhelminasingel, Sint Maartenslaan, Meerssenerweg, Akerstraat, Heugemerweg, Renier Nafzgerstraat en John F. Kennedybrug. De grensstraten en -bruggen, met uitzondering van de Sint Maartenslaan en de Meerssenerweg, behoren in hun geheel, dus inclusief de rijbanen, eventuele ventwegen, parkeerstroken en voetpaden aan beide zijden, tot het grondgebied van Wyck. De aan de 'buitenzijde' van die straten gelegen percelen horen echter niet bij Wyck. Zo horen bijvoorbeeld de huisnummers 1 t/m 39 van de Wilhelminasingel bij Sint Maartenspoort, en de oneven huisnummers van de Heugemerweg bij Heugemerveld. Voor de Sint Maartenslaan en de Meerssenerweg geldt het tegenovergestelde: deze straten behoren niet tot Wyck, de zuidelijke straatwand (de oneven huisnummers) van de Sint Maartenslaan uitgezonderd.
Wyck bestaat uit drie delen:
- het oorspronkelijk middeleeuwse Oud-Wyck
- de laatnegentiende-eeuwse Stationsbuurt
- de laattwintigste-eeuwse uitbreiding Céramique

Céramique is volgens de officiële wijk- en buurtindeling onderdeel van Wyck, hoewel het vaak als een afzonderlijke buurt wordt gezien. Voor sommige Maastrichtenaren (en niet-Maastrichtenaren) is de naam Wyck synoniem met een veel groter gebied op de oostelijke Maasoever; men rekent dan ook de vooroorlogse buurten Sint Maartenspoort en Wyckerpoort tot Wyck. De Wilhelminabrug, de Sint Servaasbrug, de Hoge brug en de John F. Kennedybrug verbinden Wyck-Céramique met de op de westelijke Maasoever gelegen buurten Boschstraatkwartier, Binnenstad en Jekerkwartier.

## Geschiedenis
Volgens de meeste historici is de naam Wyck (in 1157 en 1160 Wich) afgeleid van het Latijnse woord vicus, in de vroege middeleeuwen meestal de aanduiding van een handelsnederzetting. Van deze vroege handelsactiviteiten zijn in Wyck echter geen sporen teruggevonden. Hierbij moet wel in gedachten worden gehouden, dat de rivier de Maas in de loop der eeuwen haar stroomdraad steeds verder verlegde naar het oosten, waardoor de Maasoever in Wyck sterk is opgeschoven. Een alternatieve verklaring wordt gezocht in het Keltische woord vic, dat een bewoond gebied in het water aanduidt. Ook het Scandinavische vik en het Ierse wicloc zouden een vergelijkbare betekenis hebben. Wyck was vroeger inderdaad omgeven door water, dit vanwege een oude Maasarm, die van Heugem tot Limmel oostelijk van het stadsdeel liep.
Al vanaf de Romeinse tijd lag op de oostelijke Maasoever een nederzetting. In de eerste eeuw na Christus werd deze via de Romeinse brug verbonden met de nederzetting op de westelijke Maasoever. Romeins Wyck strekte zich over een lengte van minstens 250 m langs de Rechtstraat uit, vanaf de latere Sint-Martinuskerk in zuidelijke richting. Bij de sloop van de oude Sint-Martinuskerk in 1853 werd de torso van een Mercuriusbeeld aangetroffen. Op de plaats van het pand Rechtstraat 52 stond een vrijstaand stenen gebouwtje van circa 6 x 4 meter, dat mogelijk als mithraeum diende. De oostelijke begrenzing van Romeins Wyck is niet vastgesteld, maar liep zeker tot de Wycker Grachtstraat. In 1932 werd op het bouwterrein van het warenhuis Maussen op de hoek van de Wycker Brugstraat en Grachtstraat een laag met Romeinse bouwfragmenten, aardewerk en ander vondstmateriaal aangetroffen. Omstreeks 333 werd op de westelijke oever het Maastrichtse castellum gebouwd ter verdediging van de brug. Waarschijnlijk gebeurde dat ook op de Wycker oever, maar daarvoor bestaat vooralsnog geen bewijs. Door 2000 jaar riviererosie is het westelijk deel van Romeins en vroegmiddeleeuws Wyck verdwenen in de Maas, wellicht ook het castellum.
Wyck was in 1204 al omgeven door een aarden wal, die in dat jaar door hertog Hendrik I van Brabant werd verwoest. De wal, versterkt met palissaden en een gracht, werd waarschijnlijk hersteld en was gelegen ter plekke van de Wycker Grachtstraat en het Wycker Grachtje. Bij het beleg van 1267 verwoestte de Luikse prins-elect Hendrik III van Gelre de Maasbrug en de grote verdedigingstoren aan de Wyckse kant (zie Körverpoort), die door Dirk II van Valkenburg werd verdedigd. Met de stenen van de Wycker toren zou Hendrik het Kasteel Montfort hebben gebouwd. In 1284 werd, iets ten noorden van de Romeinse brug de huidige Sint Servaasbrug gebouwd. In 1297 werd Wyck, dat tot dan toe Luiks was geweest, Brabants. Begin 14e eeuw werd Wyck ommuurd. De stenen muur was ca. 1100 m lang. De belangrijkste stadspoort van Wyck was de Duitse Poort, ook wel Akerpoort of Hoogbruggepoort genoemd. Vanwege het feit dat deze poort niet in het verlengde van de brug lag, moest het verkeer een 'slinger' door Wyck afleggen, waardoor de Hoogbrugstraat en de Rechtstraat de belangrijkste straten in dit deel van de stad werden. Met name aan eerstgenoemde straat lagen voorname gebouwen zoals het Sint-Gillishospitaal en enkele poorthuizen van adellijke families.
Begin zeventiende eeuw werd in Wyck een Annunciatenklooster gesticht met financiële steun van de proost van het Sint-Servaaskapittel, Engelbert Boonen. Omstreeks 1855 werd de oude Sint-Maartenskerk vervangen door de huidige parochiekerk van architect Cuypers. In 1867 verloor Maastricht de status van vestingstad en begon de sloop van de Maastrichtse vestingwerken, ook in Wyck. Na de sloop werd hier de Stationsbuurt gebouwd, vooral bedoeld voor welgestelden. Dwars door Oud-Wyck, in het verlengde van de Sint Servaasbrug, werd een oost-westdoorbraak gerealiseerd, de zogenaamde Percée (de huidige Wycker Brugstraat en Stationsstraat). Begin twintigste eeuw werd ten oosten van Wyck, in de as van de Percée, het nieuwe Station Maastricht gebouwd, dat voordien een stuk noordelijker was gelegen.
Terwijl aan de oostzijde de deftige Stationsbuurt verrees, verpauperde het oude Wyck steeds meer, vooral de straatjes in het zuidelijk deel. Vanaf de jaren 1960 vonden daar stadsvernieuwingsprojecten plaats, deels in de vorm van sloop van verkrotte woningen (Ruiterij, Wycker Grachtje, Oeverwal), deels in de vorm van restauratie en herbestemming van monumentale panden. Een voorbode hiervan was de restauratie van de Poort van Beusdael in 1947, waar vervolgens de Dienst Stadsontwikkeling van de gemeente onderdak kreeg. In 1977 betekende de opening van Hotel Maastricht een nieuwe impuls voor dit deel van Wyck. Midden jaren 1980 kwam in deze omgeving het Bourgogneplein tot stand; in Wyck-noord werd de Sint-Maartensveste gebouwd op de terreinen van de gesloopte scholen van de broeders van de Beyart. Op het voormalige fabrieksterrein van de aardewerkfabriek Société Céramique (1851-1958) ten slotte, verrees vanaf 1994 de prestigieuze architectuurwijk Céramique.

## Voorzieningen
Wyck behoort tot het centrum van Maastricht en heeft een hoog voorzieningenniveau. De buurt is goed bereikbaar met het openbaar vervoer, met name door de aanwezigheid van het NS-station Maastricht en het busstation voor stads- en streekbussen. Er zijn talloze winkels, hotels, cafés en restaurants te vinden, vooral in de Stationsstraat, de Wycker Brugstraat, de Rechtstraat en de Hoogbrugstraat. Hoewel de Stationsstraat zich steeds meer ontwikkelt tot winkel- en horecastraat, is de Stationsbuurt vooral een voorname woon- en kantorenbuurt gebleven. In de Stationsstraat werd tot voor enkele jaren een wekelijkse antiek- en curiosamarkt en een streekmarkt met biologische levensmiddelen gehouden. De eerste is verhuisd naar de Markt, de laatste naar de Ruiterij.
In Wyck en Céramique zijn een aantal (boven-)stedelijke voorzieningen gevestigd, zoals het amateurkunstencentrum Kumulus, een dependance van het Conservatorium Maastricht, het museum Stoombierbrouwerij De Keyzer en de voormalige Brouwerij De Ridder (weer deels in gebruik als microbrouwerij en proeflokaal). In Céramique bevinden zich onder andere het Bonnefantenmuseum (museum voor oude en hedendaagse kunst), het Centre Céramique (Maastricht Museum, bibliotheek en ontmoetingsplaats) en de Bordenhal (theaterzaal van Toneelgroep Maastricht). Aan het Plein 1992 zijn onder andere een supermarkt, enkele cafés en het sterrenrestaurant Beluga Loves You gevestigd. Aan de Avenue Céramique bevinden zich voornamelijk (woon)winkels en kantoren (onder andere van Rijkswaterstaat en VodafoneZiggo).

## Verenigingsleven
Wyck heeft een divers verenigingsleven. Zo zijn er verschillende zangkoren, bijvoorbeeld Mannenkoor Wieker Eindrach, opgericht in 1919, en de fanfare R.K. Wieker Fanfare St Franciscus, opgericht in 1947. Wyck heeft een eigen carnavalsvereniging, De Kemeleers, opgericht in 1949.

## Bezienswaardigheden

### Beschermd stadsgezicht
In 1982 werden Oud-Wyck en de Stationsstraat aangewezen als beschermd stadsgezicht. In 1996 werd het gebied uitgebreid, waardoor thans de gehele Stationsbuurt beschermd is. Behalve de bijna 200 rijksmonumenten genieten ook de overige gebouwen en objecten in Wyck bescherming onder de Nederlandse Monumentenwet, met uitzondering van het deelgebied Céramique. Wyck telt 435 gemeentelijke monumenten.

### Rijksmonumenten in Oud-Wyck

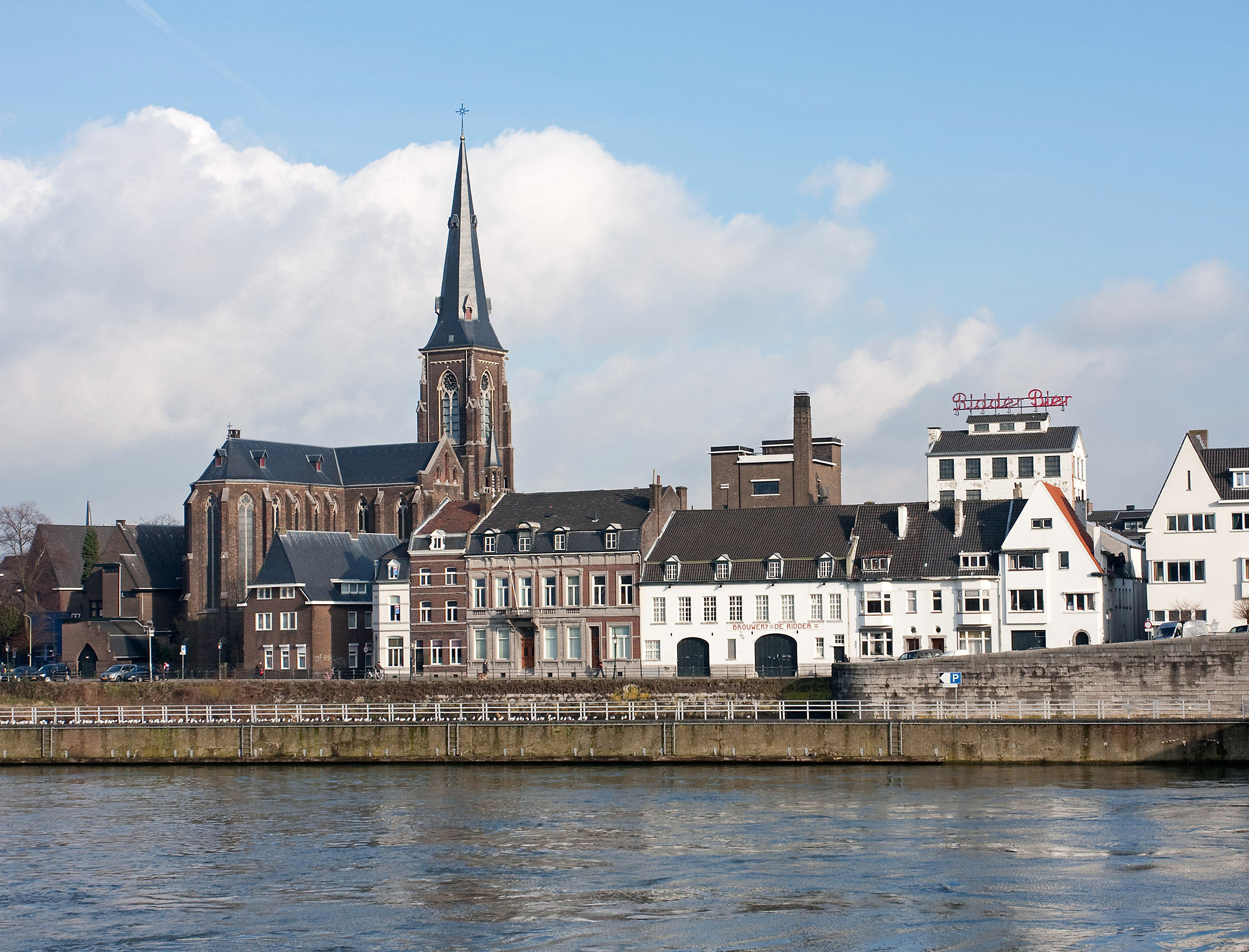
Oeverwal met Sint-Martinuskerk en Ridder-brouwerij, gezien vanaf de linker Maasoever

Wyck telt veel monumentale gebouwen, waarvan een groot aantal de status van rijksmonument bezitten. Van de vestingwerken zijn onder andere de Wycker Waterpoort, de Maaspunttoren en een deel van de Recentoren behouden gebleven, alhoewel het in het eerste geval geheel, en in het tweede geval gedeeltelijk om een reconstructie uit het begin van de 20e eeuw gaat. Daarnaast behoren delen van de kademuur aan de Oeverwal en Stenenwal tot de middeleeuwse stadsmuur langs de Maas. De Rechtstraat is met 80 rijksmonumenten de monumentrijkste straat van Maastricht, maar ook de Hoogbrugstraat (60), de Wycker Brugstraat (14) en de Wilhelminasingel (12) tellen veel beschermde gebouwen. Het Sint-Gillishospitaal (oorspronkelijk uit 1286) en de Poort van Beusdael (vermeld vanaf de zestiende eeuw), allebei in de Hoogbrugstraat, werden beide in de zeventiende eeuw vernieuwd in de stijl van de Maaslandse renaissance. In deze straat, evenals in de Rechtstraat en de Wycker Brugstraat, zijn ook een groot aantal gevelstenen te bewonderen.
Op de plek van de Sint-Martinuskerk in de Rechtstraat stond tot 1853 de middeleeuwse kerk van Wyck. Deze werd in de negentiende eeuw wegens bouwvalligheid gesloopt, een lot dat ook de nabije Wycker Kruittoren en de Sint-Maartenspoort trof. De huidige Sint-Martinuskerk dateert uit 1856 en is daarmee een van de eerste bouwwerken van architect Pierre Cuypers. In de neogotische kerk bevindt zich onder andere het veertiende-eeuwse beeld van de Zwarte Christus van Wyck.
Voorbeelden van "jonge" monumenten in de stijl van de nieuwe zakelijkheid in Oud-Wyck zijn het voormalig warenhuis Maussen (Jos Joosten, 1932) en enkele winkelpanden van Alphons Boosten. Van Boosten is ook de kapelanie en kosterswoning van de Sint-Martinusparochie uit 1930 aan de Oeverwal en het voormalige Klooster van de Franciscanessen van Heythuysen uit 1932 aan de Sint Maartenspoort, waarin Kumulus was gevestigd.

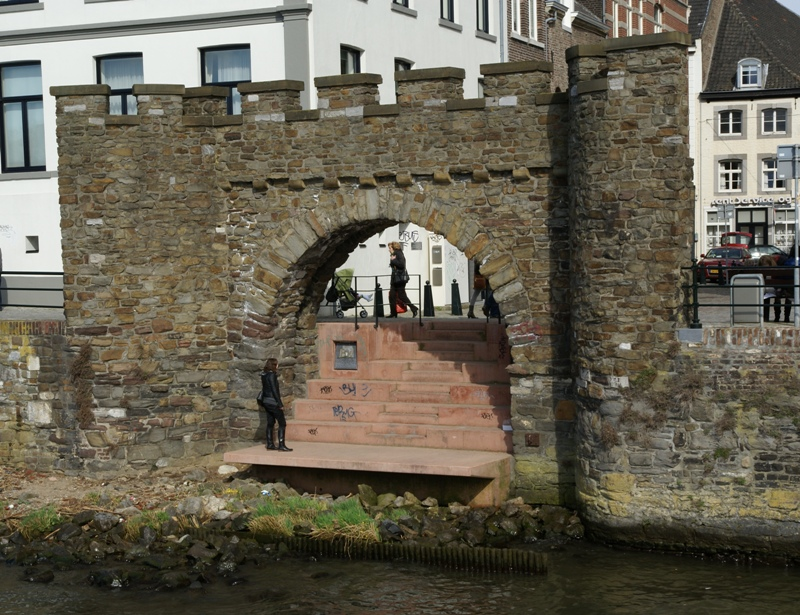
Stenenwal met Waterpoort
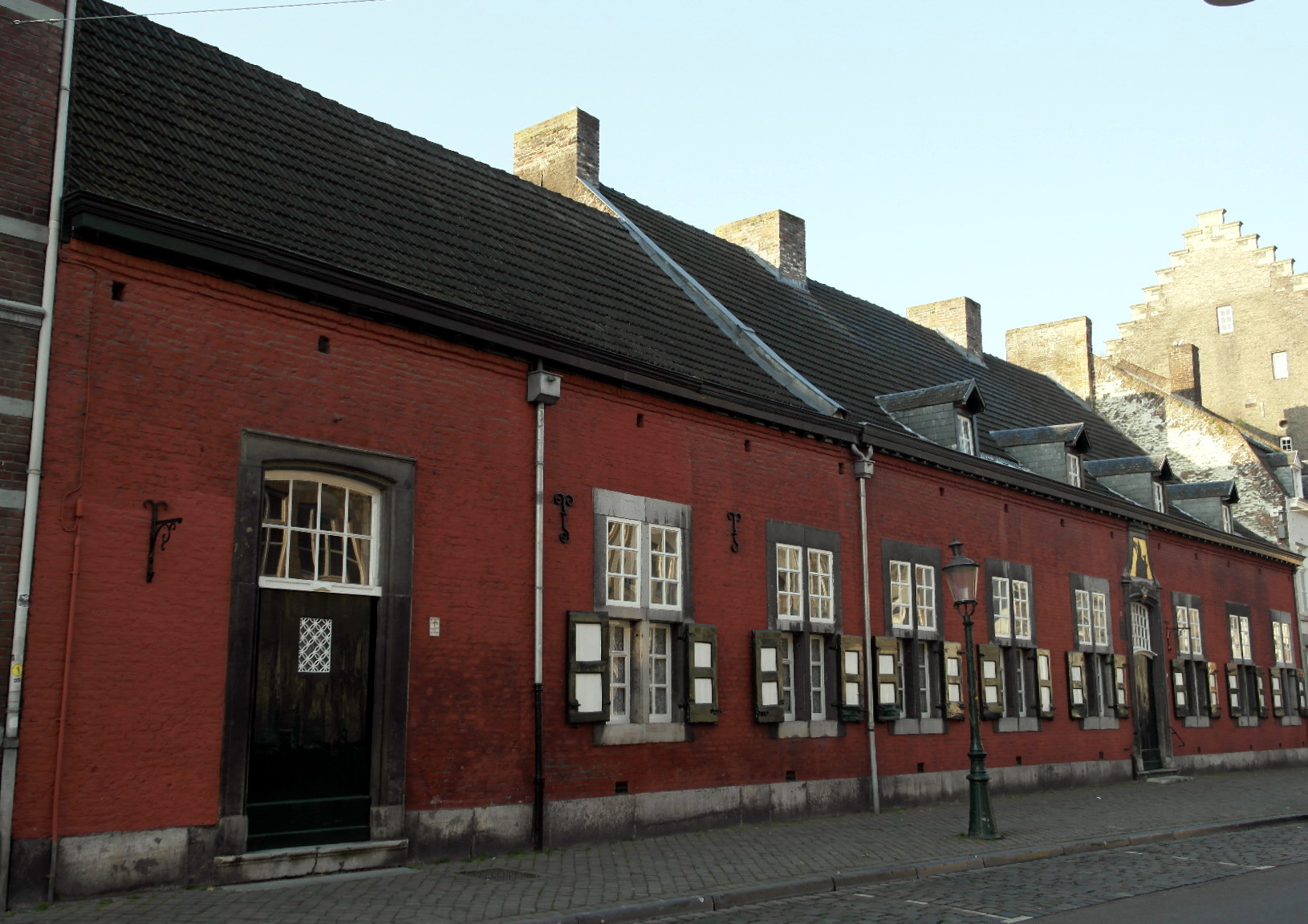
Hoogbrugstraat: Sint-Gillishospitaal
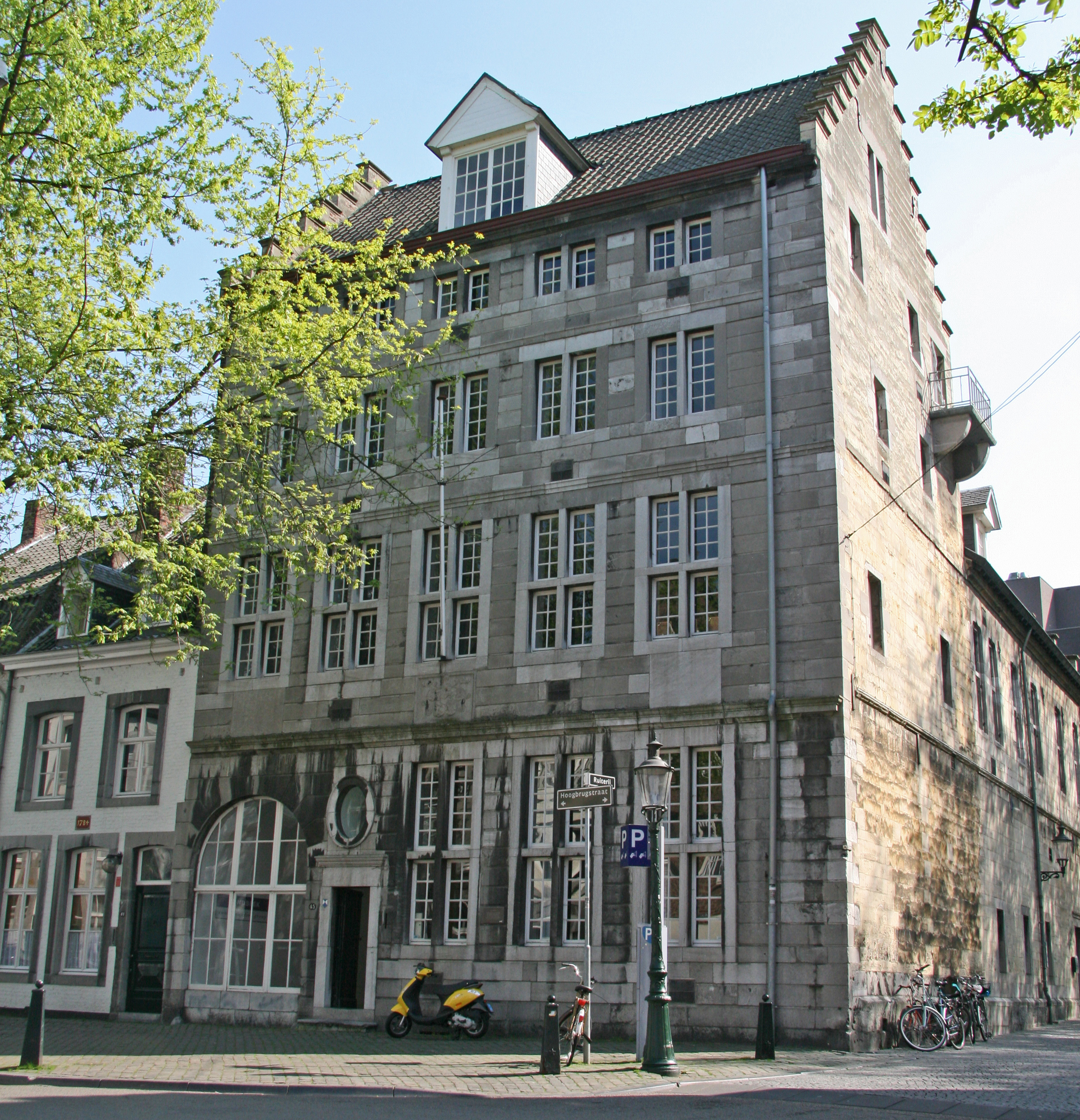
Hoogbrugstraat: Poort van Beusdael
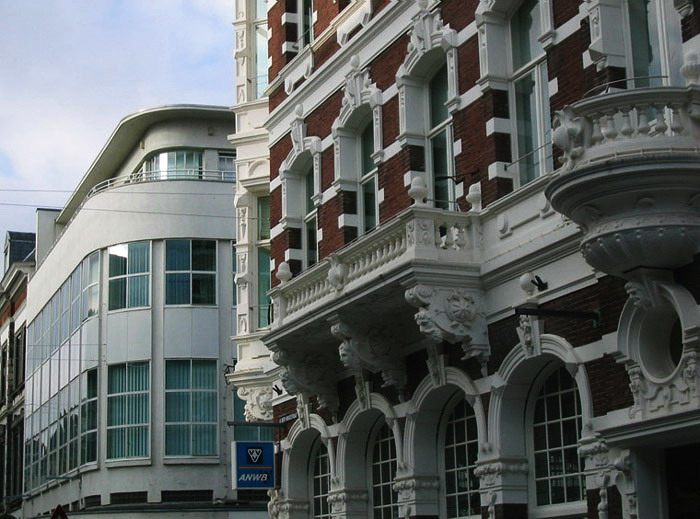
Wycker Brugstraat: Café Victoria en Maussen

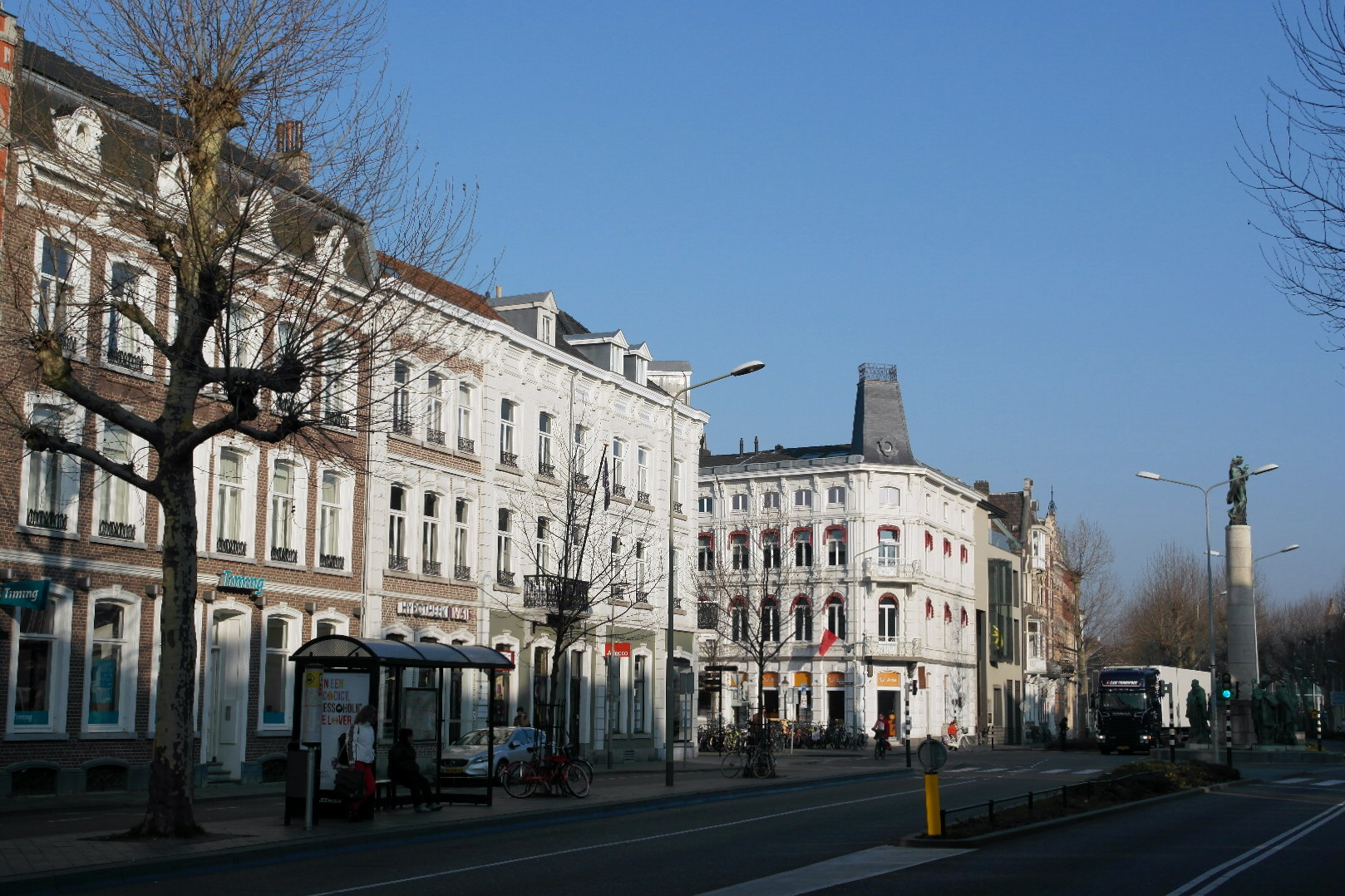
Wilhelminasingel: fin-de-sièclebebouwing

### Rijksmonumenten in de Stationsbuurt
De stationsbuurt werd eind negentiende eeuw aangelegd naar een plan van stadsarchitect W.J. Brender à Brandis uit 1882. Kenmerkend zijn de brede, bomenrijke straten met afgeschuinde straathoeken en de bebouwing in overwegend neostijlen. Beeldbepalende gebouwen in dit deel van Wyck zijn het Grand Hotel de l'Empereur (Jacobus van Gils, 1901) en het stationsgebouw (George van Heukelom, 1915). Ook aan de Spoorweglaan, de Stationsstraat, de Wilhelminasingel en de Alexander Battalaan zijn voorbeelden van laat-negentiende en vroeg-twintigste-eeuwse burgerlijke architectuur te vinden. Een gevel in de stijl van de Amsterdamse School is die van het transformatorgebouw aan de Akerstraat uit ca. 1925, mogelijk een ontwerp van H. de Ronde. Het seinhuis op het stationsemplacement is een voorbeeld van functionalisme in Maastricht (Sybold van Ravesteyn, 1932).

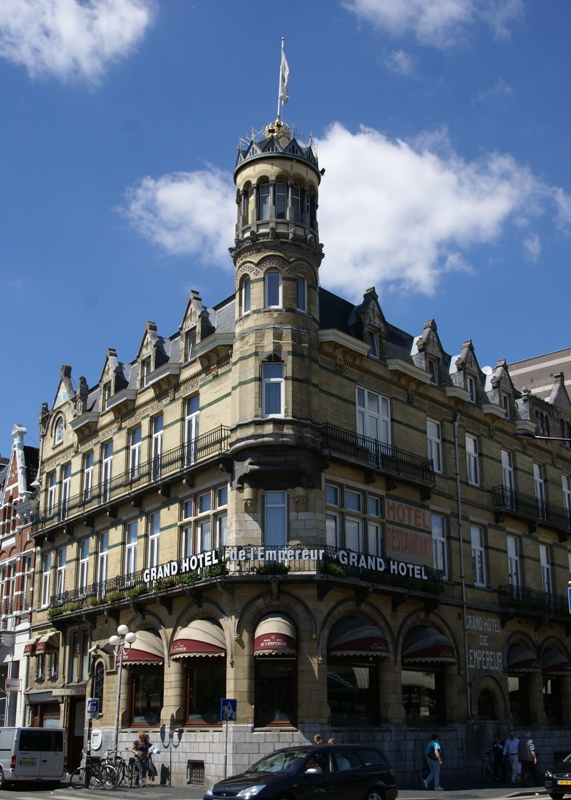
Hotel de l'Empereur
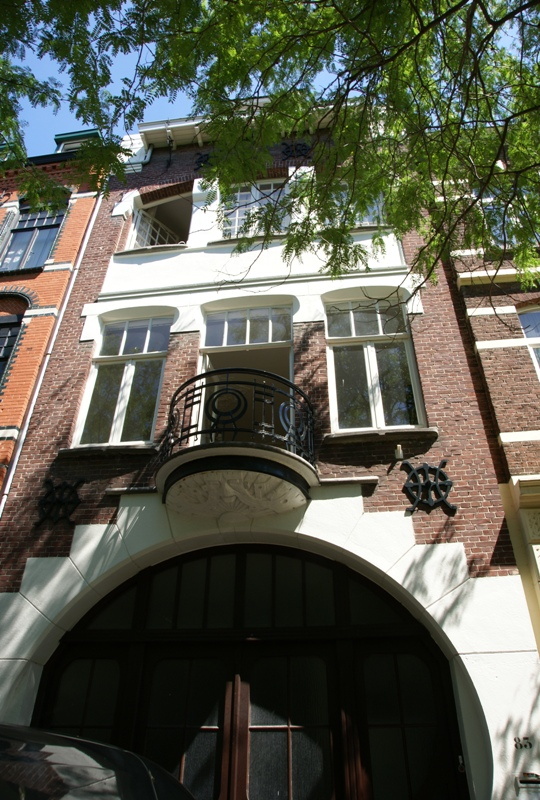
Alexander Battalaan 83
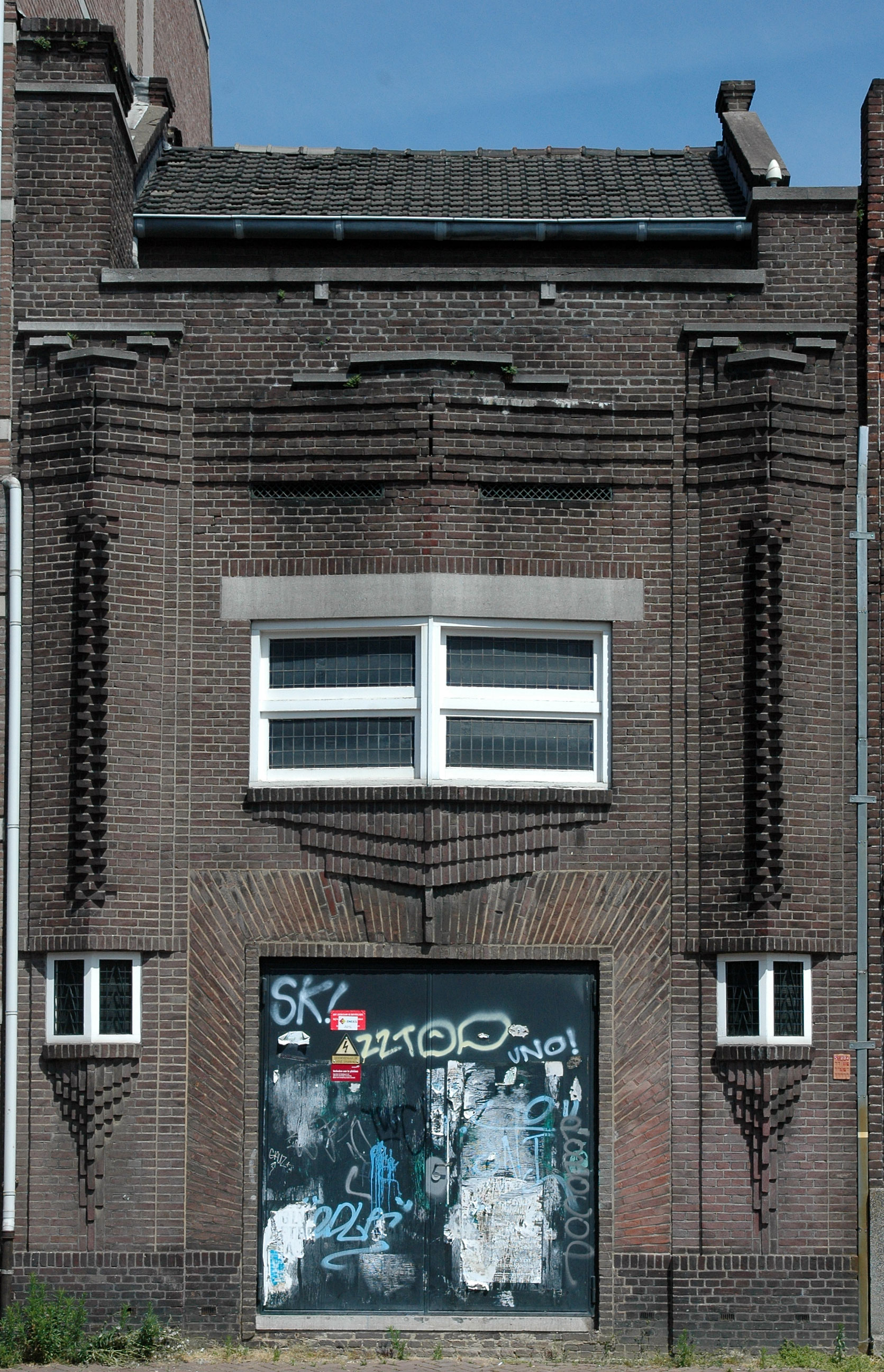
Trafohuisje Akerstraat
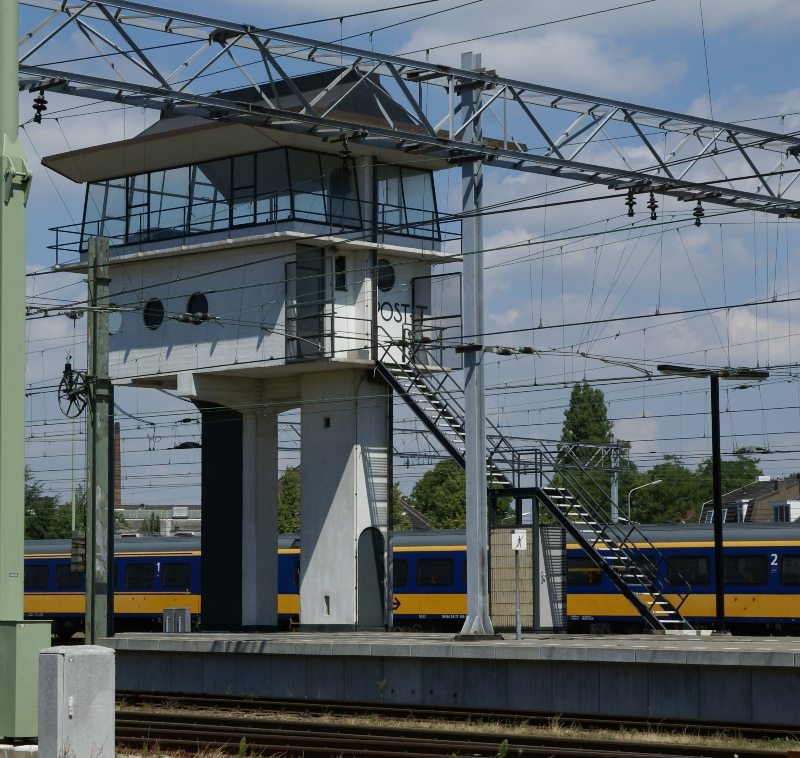
Seinhuis bij het station

### Moderne architectuur
Hotel Maastricht (eigenlijk: Crowne Plaza Maastricht) verrees in 1976 aan de Ruiterij-Stenenwal en grensde in die tijd nog aan het bedrijfsterrein van de Société Céramique. Het hotel is gebouwd in pseudo-Maaslandse stijl naar een ontwerp van Arno Meijs en bezit een betonnen skelet dat met bakstenen is opgevuld. De bebouwing rondom het Bourgogneplein werd tien jaar later in een vergelijkbare stijl gerealiseerd. Aan het Stationsplein kwam in 2005 het kantoorgebouw De Colonel van de Berlijnse architect Hans Kollhoff gereed in een opvallende postmodernistische stijl. Voor het terrein van de voormalige Palace-bioscoop zijn door de architect Wiel Arets plannen gemaakt voor een hotel- en appartementencomplex, maar de ontwikkeling ervan wordt al vele jaren vertraagd door een particuliere huizenbezitter die weigert te vertrekken. Wel kreeg het voormalige entreegebouw op de hoek van de Wycker Brugstraat en de Lage Barakken een nieuwe functie en werd het aangrenzende bouwdeel vervangen door nieuwbouw.

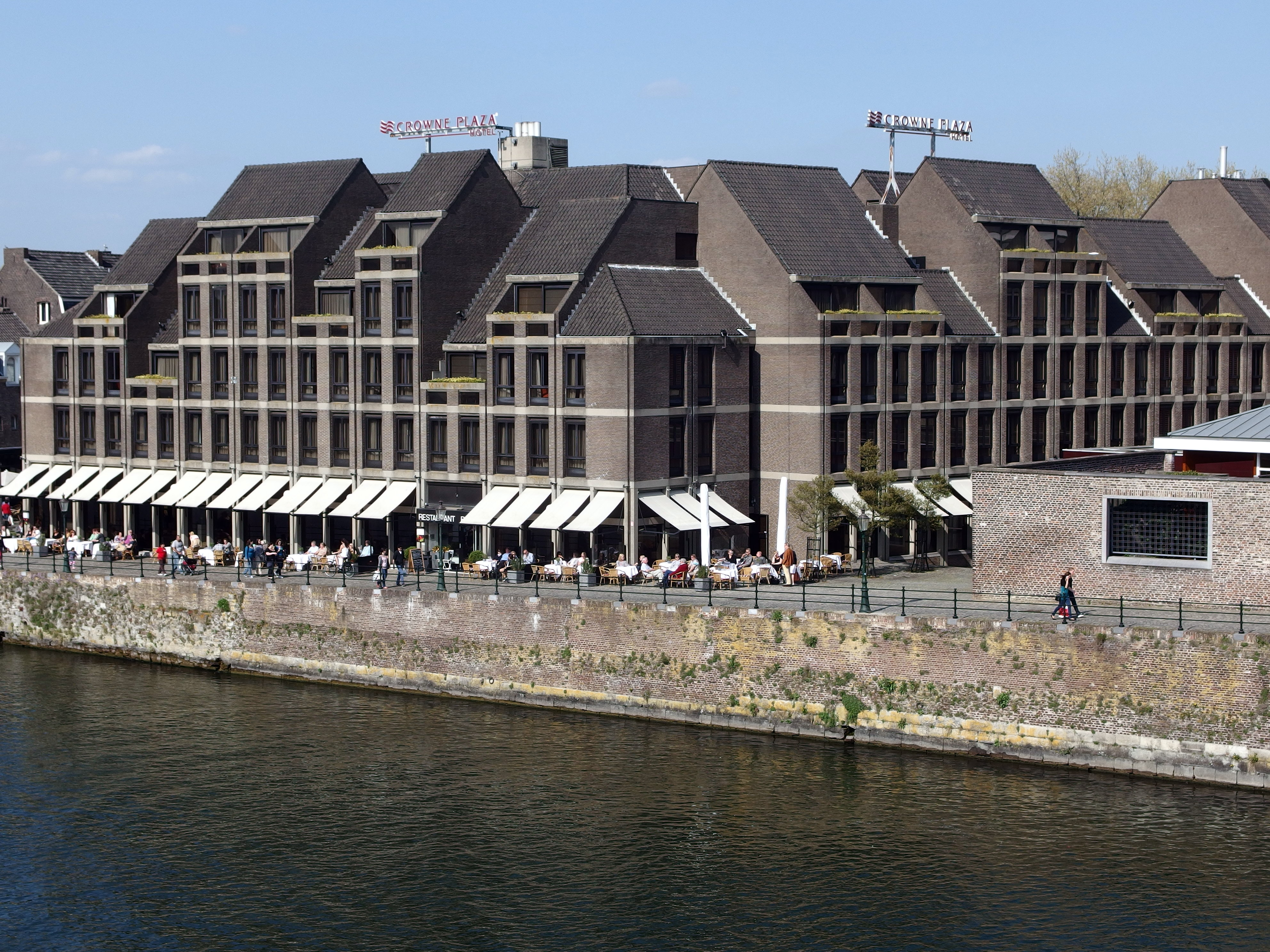
NH Hotel Maastricht
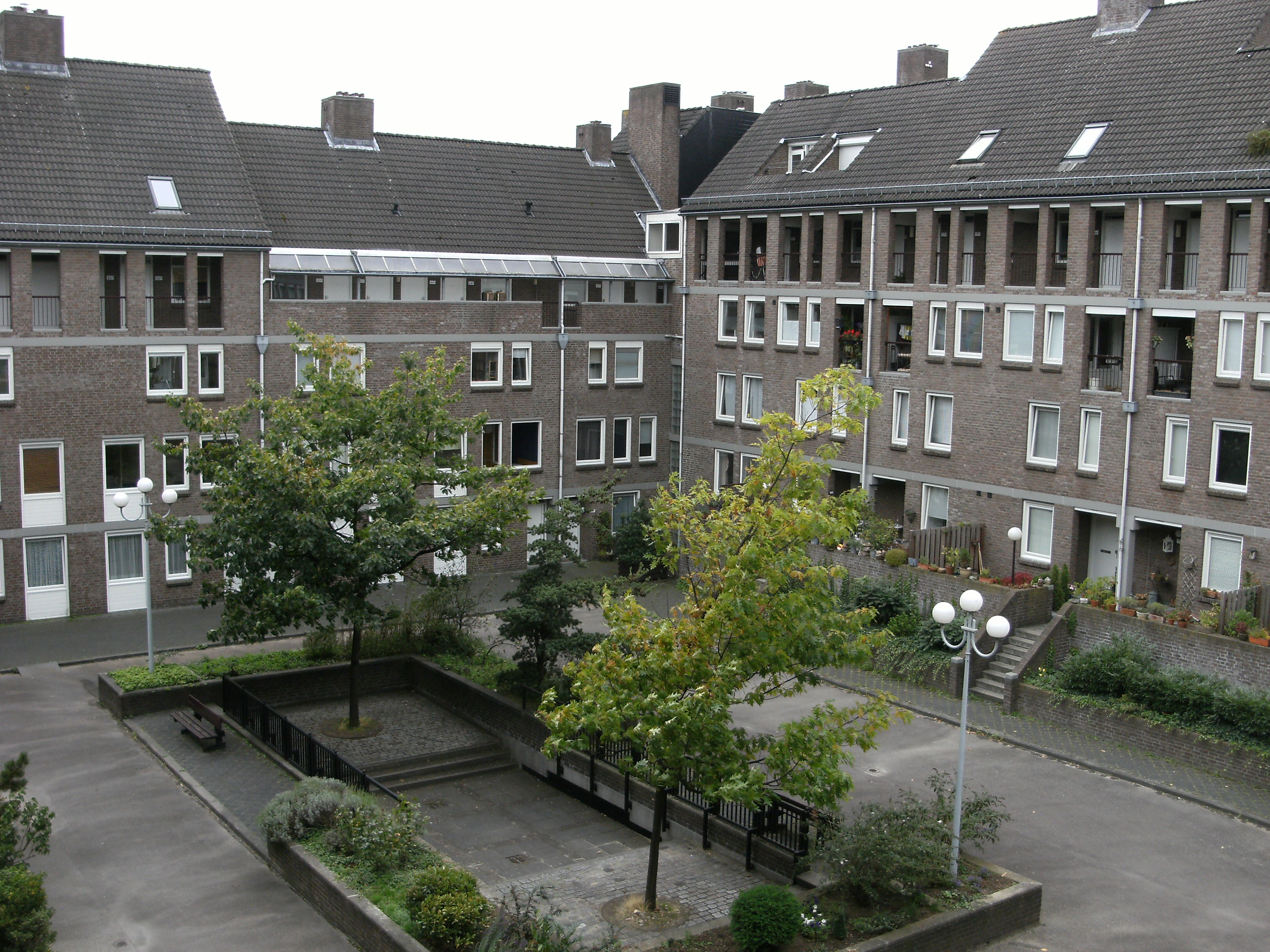
Bourgogneplein
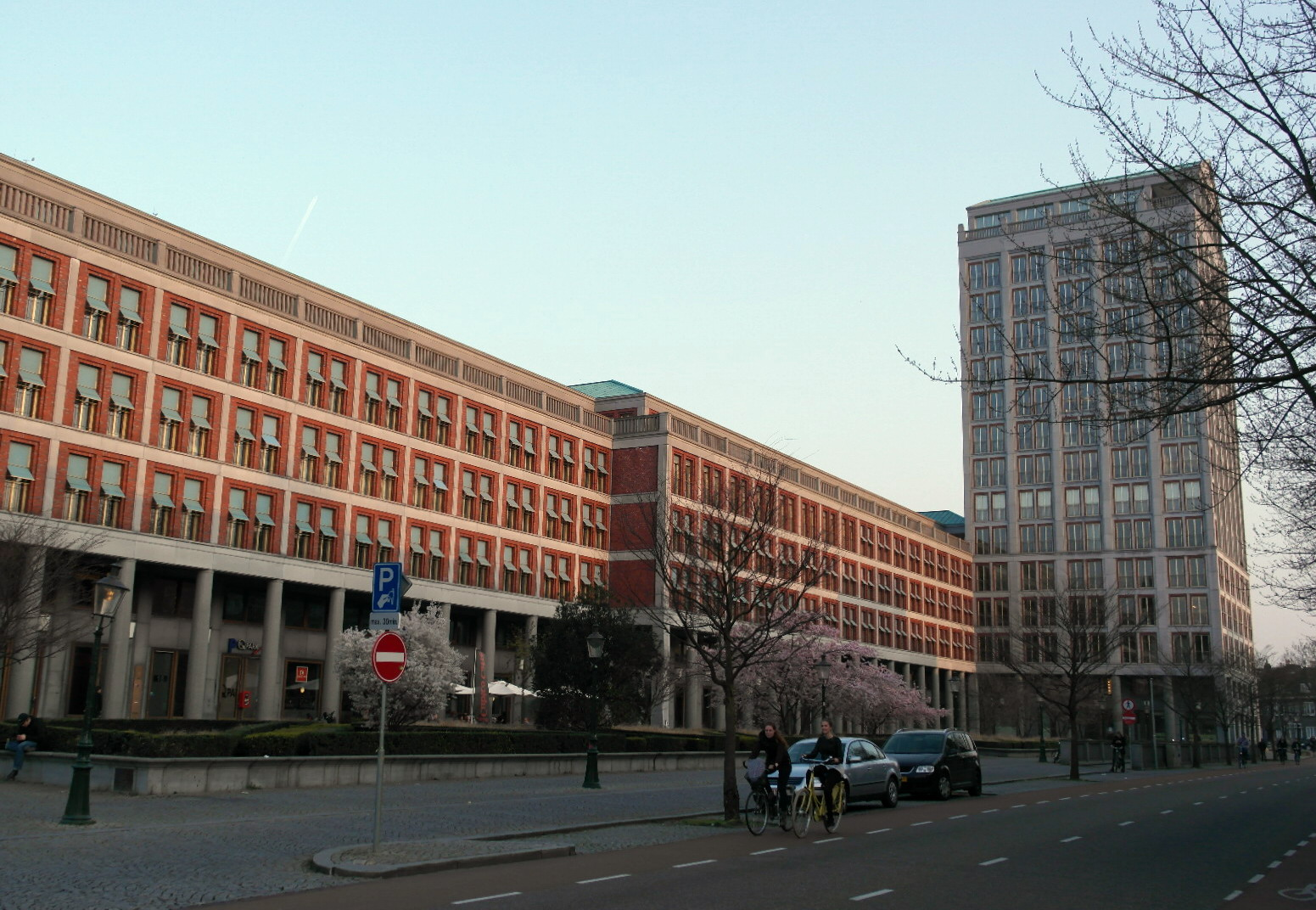
De Colonel
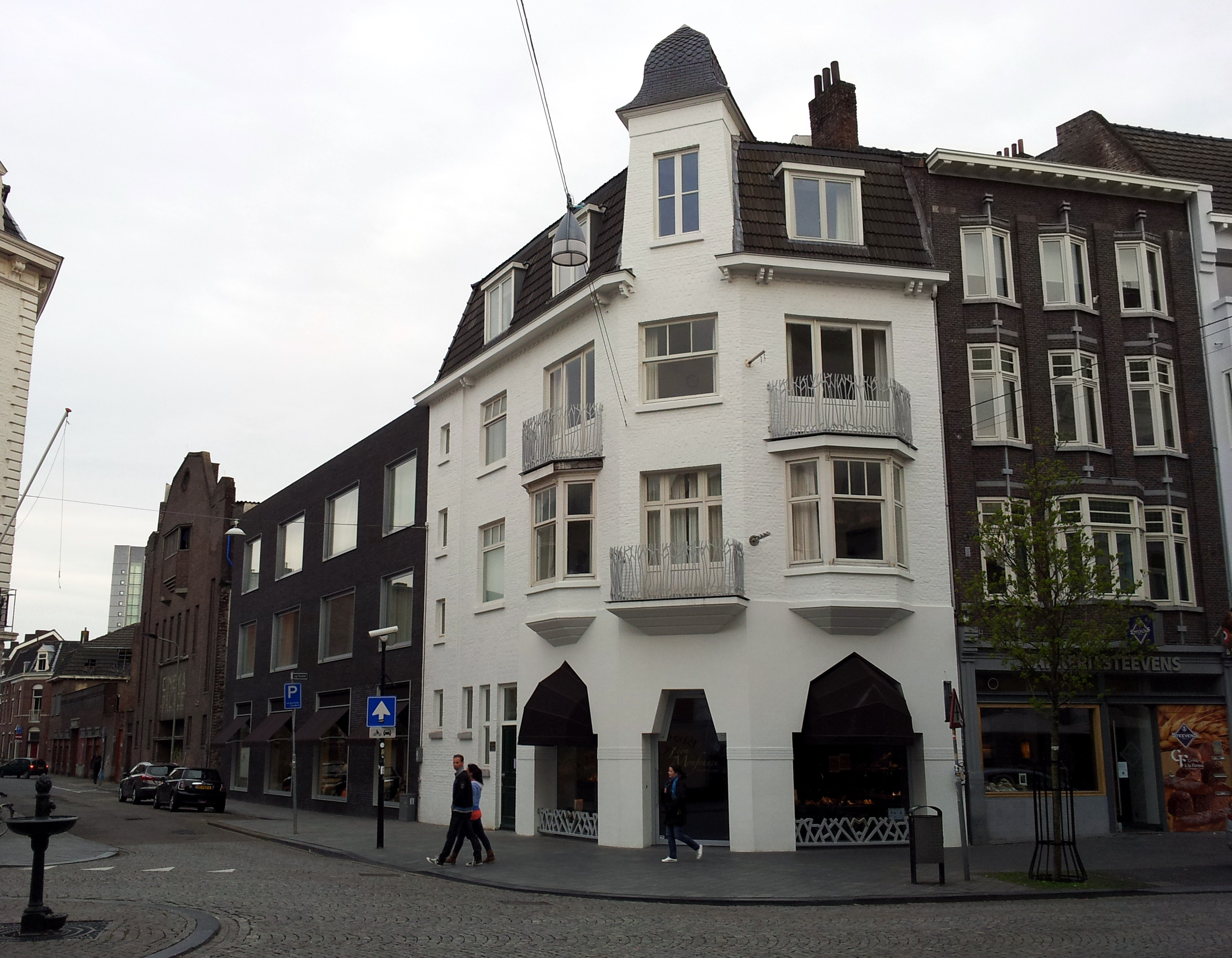
Vm. Palace-bioscoop